# 泉州公交K508路
泉州公交K508路是中华人民共和国泉州市境内的一条公共交通线路，全程27.5公里，起讫点为福厦高铁泉州东站至港湾街首末站。运营时间为福厦高铁泉州东站：6:00-20:00；港湾街首末站：7:15-20:00

## 历史
- 2016年5月31日，泉州市道路运输管理处批准泉州台商投资区公共交通发展有限公司（公交集团所属子公司）关于秀涂至市中医院公交线路的申请
- 2016年6月24日，泉州公交发布关于开通K508路的通知[1][2]
- 2016年6月26日，泉州公交开通K508路，初期运行区间为市中医院-秀涂。初期运行时间为市中医院7:00-18:30、秀涂：7:00-18:00。使用车辆为自K503路退下的10部大金龙XMQ6762NEG3柴油空调公交车[3]
- 2016年9月1日，一分公司（后更名为江南公司）加入运营K508路，并提供4部亚星JS6880C93H、2部福达FZ6890UF3G3、2部大金龙XMQ6762NEG3型柴油、自29路退下的2部金旅XML6105JHEV85CN型插电式气电混合动力空调公交车加入K508路运营，配车数增至20部[4]
- 2016年12月，K508路接手并更换自1路、8路退下的6部福达FZ6890UF3G3型柴油空调公交车，并退役4部JS6880C93H，退下2部XML6105JHEV85CN至17路，配车数不变
- 2017年3月，因K508路营收状况不佳，一分公司取消与台投公司联营该线。K508路配车数降为12部
- 2017年5月，因一分公司退车运营K508路造成班次减少，K508路增加自二分公司（现更名为东海公司）调拨而来的两部XMQ6762NEG3
- 2017年8月1日，台投公司投入10部恒通牌CKZ6851HNA5型LNG空调公交车至K508路运营。同日，K508路退4部XMQ6762NEG3用以开通704路，并退2部XMQ6762NEG3回二分公司。K508路配车数增加至16部[5]
- 2018年1月20日，K508路接手并更换自21路退下的14部西虎QAC6100NG5-1型LNG空调公交车。原配10部CKZ6851HNA5退至702路、704路、705路、707路、711路使用。原有4部XMQ6762NEG3退役。
- 2018年8月21日，K508路全线更换为15部中车时代TEG6851BEV09型空调电动巴士，并退下14部QAC6100NG5-1[6]
- 2018年11月，因运能调配需要，K508路抽调2部TEG6851BEV09至K503路，配车数降为13部
- 2019年3月，K508路更换回原配10部CKZ6851HNA5和自703路退下的4部QAC6100NG5-1，并退下13部TEG6851BEV09至707路等其他线路。
- 2019年7月，K508路增加2部福田BJ6760C5MCB-1。配车数升至16部。
- 2019年10月1日，因开通K15路需要，K508路退下7部CKZ6851HNA5至K15路。并重新换回10部QAC6100NG5-1
- 2020年1月26日，为配合惠安县交通局及台投区规划建设与交通局关于新型冠状病毒肺炎防控要求。K508路自当日14:00起暂停运行至2月16日。[7][8]
- 2020年2月17日，K508路自该日起恢复运行。
- 2020年8月1日，因接驳八仙过海水世界需要，K508路自该日起双向改为经由南山路、海伦路、海湾大道至八仙过海水世界。并取消途经丰泽区政府、刺桐南路，改为途经行政执法局、坪山路至市皮肤病院后原线行驶，运营里程由44.8公里增加至46.1公里。运营时间、票价不变。[9]
- 2020年11月10日，因海星街西段恢复双向通行。自该日起K508路取消途径滨海街中段、府东路南段。双向恢复途径府西路、泉州行政中心，其他不变。[10][11]
- 2021年9月13日，应台商投资区疫情应急指挥部要求。自当日16:30起，K508路暂停运营至9月30日。[12]
- 2021年10月1日，K508路自该日起恢复运营。同日起，受杏秀路改造影响，K508路取消途径杏秀路、亚艺街。改为途径滨湖南路、滨湖东路至滨湖东路路口后原线行驶[13]
- 2021年10月13日，因泉州大桥加固施工封闭半幅车道，K508路往市中医院方向临时取消途径宝洲街西段。改为途径田安路南段、田安大桥、池峰路、泉安北路、桥南立交至火炬工业区路口后原线行驶，其余不变。[14]
- 2021年12月1日，K508路接收并更换自K507路退下的14部TEG6851BEV09，并再次启用封存6部TEG6851BEV09。原配14部QAC6100NG5-1退役。
- 2022年1月11日，泉州大桥恢复双向通车，K508路自该日起取消途径田安路南段、田安大桥、池峰路、泉安北路，双向恢复途径宝洲街西段、泉州大桥。[15]
- 2022年2月15日，因福厦客专杏秀路南北大道路口跨线桥施工封闭需要，自该日起K508路临时缩线至琅山村始发终到，其他不变。
- 2022年3月15日，因疫情防控工作需要，K508路自该日起暂停运营至4月19日。[16]
- 2022年4月20日，K508路恢复运营。[17]
- 2023年1月1日，福厦客专杏秀路南北大道路口跨线桥完工，自该日起K508路恢复运行至秀涂村。
- 2023年9月28日，因泉州东站开通运营接驳需要，K508路自该日起取途径杏秀路秀涂村至黄岭村站、南山路、海仑路、海湾大道、亚艺街，改为经由杏琅路、滨湖南路、杏秀路、东纬一路至福厦高铁泉州东站始发终到。运营时间调整为福厦高铁泉州东站6:40-19:00、市中医院首末站7:00-20:00。[18]
- 2023年10月8日，因泉州东站客流不佳，K508路运营时间自该日起再次变更为福厦高铁泉州东站6:40-18:00、市中医院首末站7:00-18:30，其它不变。
- 2024年3月30日，因优化调整。K508路自该日起取消途径市中医院首末站、池峰路。改为途径笋江路、繁荣大道、黄龙南/北大道、联丰大街至福厦铁路泉州站始发终到。运营时间调整为福厦高铁泉州东站6:20-23:10、福厦铁路泉州站5:30-23:00。里程数由37.2公里增加至46公里，其它不变。[19]
- 2024年4月14日，因黄龙南大道繁荣高架桥地面辅路施工，无法左拐进入繁荣大道。K508路自该日起往泉州东站方向临时取消途径福师大泉州附中站，改为途径浮桥街、江南大街至浮桥街口站口原线行驶，其它不变。[20]
- 2024年7月19日，繁荣高架桥地面辅路施工完成。K508路自该日起往泉州东站方向恢复途径福师大泉州附中站。取消途径浮桥街、江南大街。
- 2025年4月1日，因优化调整，K508路自起取消途径东海隧道、津淮街、坪山路、宝洲街、泉州大桥、南环路、笋江路、繁荣大道、黄龙南/北大道、联丰大街、福厦铁路泉州站，改为途径通港东街、府东路、港湾街至港湾街首末站始发终到。运营时间调整为福厦高铁泉州东站6:00-20:00、港湾街首末站7:15-20:00。里程数由46公里降为27.5公里，全程票价由分段计价¥5.0/人降为¥3.0/人，分段点调整为赵厝路口，取消台投区管委会、海星小区、市皮肤医院等分段点。同日，K508路划拨3部TEG6851BEV09至703路，3部BJ6805EVCA-33至710路，配车数降为17部[21]

## 站点
| 路线 | 路线 | 路线 | 所在地区、街道 | 所在地区、街道     | 站点名             | 备注              |
| ---- | ---- | ---- | -------------- | ------------------ | ------------------ | ----------------- |
|      |      |      | 台投区         | 凤仑街 原 东纬一路 | 福厦高铁泉州东站   | 起讫站            |
|      |      |      | 台投区         | 凤仑街 原 东纬一路 | 东纬一路中段       |                   |
|      |      |      | 台投区         | 凤仑街 原 东纬一路 | 玉坂村口           |                   |
|      |      |      | 台投区         | 杏秀路             | 执法大队           | 原名 东园运管站   |
|      |      |      | 台投区         | 杏秀路             | 后西街             |                   |
|      |      |      | 台投区         | 杏秀路             | 锦峰村             |                   |
|      |      |      | 台投区         | 杏秀路             | 海丝公园东门       | 原名 亚艺园东门   |
|      |      |      | 台投区         | 杏秀路             | 学堂北街口         | 原名 弘润医院     |
|      |      |      | 台投区         | 杏秀路             | 台投区管委会       |                   |
|      |      |      | 台投区         | 滨湖南路           | 加坑路口           |                   |
|      |      |      | 台投区         | 滨湖南路           | 台商政务服务中心   |                   |
|      |      |      | 台投区         | 杏琅路             | 滨湖南路路口       |                   |
|      |      |      | 台投区         | 杏琅路             | 蟳头村口           |                   |
|      |      |      | 台投区         | 杏琅路             | 海丝公园西门       | 原名 亚艺园西门   |
|      |      |      | 台投区         | 东西大道           | 滨湖东路路口       |                   |
|      |      |      | 台投区         | 东西大道           | 东堡村             |                   |
|      |      |      | 台投区         | 东西大道           | 海丝生态公园东一区 | 原名 西堡村       |
|      |      |      | 台投区         | 东西大道           | 中科院装备所       |                   |
|      |      |      | 台投区         | 东西大道           | 上埔村             |                   |
|      |      |      | 丰泽区         | 通港东街           | 赵厝路口           | 分段点            |
|      |      |      | 丰泽区         | 通港东街           | 森林公园           |                   |
|      |      |      | 丰泽区         | 通港东街           | 迎宾馆路口         |                   |
|      |      |      | 丰泽区         | 东海大街           | 东海滨城           |                   |
|      |      |      | 丰泽区         | 东海大街           | 医大二院东海院区   | 原名 东海大街西段 |
|      |      |      | 丰泽区         | 东海大街           | 东海大街中段       |                   |
|      |      |      | 丰泽区         | 东海大街           | 东海大街东段       |                   |
|      |      |      | 丰泽区         | 东海大街           | 泉州师院           |                   |
|      |      |      | 丰泽区         | 滨海街             | 东海大街口         | 原名 滨海街西二段 |
|      |      |      | 丰泽区         | 府西路             | 府西路             |                   |
|      |      |      | 丰泽区         | 海星街             | 泉州行政中心       |                   |
|      |      |      | 丰泽区         | 府东路             | 府东路南段         |                   |
|      |      |      | 丰泽区         | 府东路             | 泉州市图书馆       |                   |
|      |      |      | 丰泽区         | 府东路             | 港湾街路口         |                   |
|      |      |      | 丰泽区         | 港湾街             | 港湾街首末站       | 起讫站            |

## 票价
K508路为分段计价，全程¥3.0。其中：
- 福厦高铁泉州东站至赵厝路口：2元/人
- 赵厝路口至港湾街首末站：1元/人
- 泉通卡普通卡9折，月票卡优惠无效，敬老卡、爱心卡有效
- 可使用泉城通APP及支付宝、云闪付、微信乘车码支付

## 配车
K508路配车数总计17部，其中：
- 中车时代TEG6851BEV09 17部

- 大金龙XMQ6762NEG3
（2016.7 - 2018.1）
- 金旅XML6105JHEV85CN
（2016.9 - 2016.12）
- 亚星JS6880C93H
（2016.9 - 2016.12）
- 福达FZ6890UF3G3
（2016.9 - 2017.3）
- 恒通CKZ6851HNA5
（2017.8 - 2018.1 / 2019.3 - 2019.09）
- 西虎QAC6100NG5-1
（2018.1 - 2018.8 / 2019.3 - 2021.11）
- 福田BJ6760C5MCB-1
（2019.7 - 2020.7）
- 中车时代TEG6851BEV09
（2018.8 - 2019.3 / 2021.12 - ）

## 相关
- 泉州公交线路列表